# Hedinichthys grummorum
Hedinichthys grummorum är en fiskart som beskrevs av Prokofiev 2010. Hedinichthys grummorum ingår i släktet Hedinichthys och familjen grönlingsfiskar. Inga underarter finns listade i Catalogue of Life.